# Breakeven
Breakeven è una canzone dei The Script. È il terzo singolo estratto dall'album di debutto The Script.

## Video musicale
Il video musicale prodotto per Breakeven, stato presentato in anteprima il 29 settembre 2008, sul sito della BBC Radio 1, mostra il gruppo The Script durante una esibizione nella loro città, Dublino. Inizialmente nel video sarebbe dovuta apparire l'ex fidanzata di Danny O'Donoghue, leader del gruppo, ma quando è stata selezionata un'altra donna, ne è scaturita una piccola polemica.

## Tracce
CD-Single
1. Breakeven - 4:22
2. Lose Yourself (Live Lounge) - 4:08

CD-Maxi
1. Breakeven - 4:22
2. Lose Yourself (Live Lounge) - 4:08
3. None The Wiser (Guardian Demo) - 3:47
4. Breakeven (video)

## Classifiche
| Classifica (2008) | Posizione massima |
| ----------------- | ----------------- |
| Australia         | 3                 |
| Austria           | 75                |
| Germania          | 71                |
| Irlanda           | 10                |
| Paesi Bassi       | 48                |
| Regno Unito       | 21                |
| Svizzera          | 66                |